# 강철볼-피구전쟁
《강철볼-피구전쟁》는 대한민국의 채널A에 방송하는 예능 프로그램이다.

## 기획 의도
강철부대 시즌1 & 시즌2 대원들이 피구로 대격돌한다! 국내 최초로 펼쳐지는 본격 피구 서바이벌 프로그램이다.

## 방송 일정
| 방송 채널 | 방송 기간                          | 방송 시간                   | 비고 |
| --------- | ---------------------------------- | --------------------------- | ---- |
| 채널A     | 2022년 8월 23일 ~ 2022년 11월 15일 | 매주 화요일 밤 9:20 ~ 10:50 |      |

## 출연진

### 진행자&패널
- 김성주
- 김동현
- 김병지
- 최현호

### 참가자
- 강철부대와 강철부대2 참가자 26명이 해당된다.

## 같이 보기
- 강철부대
- 피구